# R・B・キタイ
ロナルド・ブルックス・キタイ（Ronald Brooks Kitaj、1932年10月29日 - 2007年10月21日）はユダヤ人のルーツを持つアメリカの画家。人生の大半をイギリスで過ごした。

## 生涯
アメリカ合衆国、オハイオ州Chagrin生まれ。ハンガリー人の父Sigmund Benwayは生まれた直後に母の Jeanne Brooksの元から去り、1934年に離婚している。母はアメリカで生まれたロシア系ユダヤ人移民の子であった。母は製鋼工場で教員として働いていた。1941年にウィーン難民の研究化学者Walter Kitajと再婚し、ロナルドはその姓を用いた。母と義父は非実践的なユダヤ人であった。ロナルドはトロイ高校で学んだ。17歳の時にノルウェーの貨物船で船員となった。ウィーンのウィーン美術アカデミーとニューヨークのクーパー・ユニオンで学んだ。2年間アメリカ陸軍に所属しフランスとドイツにいたのち、復員軍人援護法の下オックスフォードのRuskin School of Drawing and Fine Artで学ぶためにイングランドへ渡り(1958年–59年)、そこでセザンヌが好きになり、その後ロンドンのロイヤル・カレッジ・オブ・アート(1959年–61年)に通った。デイヴィッド・ホックニー、Derek Boshier、Peter Phillips、Allen Jones、Patrick Caulfieldと一緒であった。哲学者のRichard Wollheimとデイヴィッド・ホックニーは一生の友人であった。
1953年に最初の妻Elsi Roesslerと結婚した。息子は脚本家のLem Dobbsであり、Dominieという養子の娘をとった。最初の妻は1969年に自殺した。12年間の同棲を経て1983年12月にSandra Fisherと結婚した。1人息子Maxを持った。Sandra Fisherは1994年急性出血性白質脳炎（一般に書かれているように動脈瘤によるものではない）により47歳で亡くなった。キタイは1990年に軽度の心臓発作を起こし、2007年10月に、75歳の誕生日を迎える8日前にロサンゼルスで死去した。キタイの死の7週間後、ロサンゼルス郡の検死官は死因はビニール袋を頭の上からかぶったことによる窒息自殺という判断を下した。

## 経歴
キタイはイギリスに定住し、1960年代にEaling Art College、キャンバーウェル・カレッジ・オブ・アーツ、スレード美術学校で教鞭をとった。1968年にはカリフォルニア大学バークレー校にも赴いた。1963年にロンドンのMarlborough New London Galleryで"Pictures with commentary, Pictures without commentary"と題した最初の個展を開いた。絵と付属のカタログに含まれているこの題はアビ・ヴァールブルクの象徴的な形式を主要な影響として分析したものである。

### 「スクール・オブ・ロンドン」
William Roberts、Richard Carline、Colin Self、Maggi Hamblingなどの48人のロンドンのアーティストによる作品を含む"The Human Clay"（W・H・オーデンによる詩の一節の言及）と題する1976年ヘイワード・ギャラリーでArts Councilに対して行われた展覧会を監督し、抽象主義が支配的だった時代にあってフィギュラティブ・アートの原因を擁護した。議論を起こしたカタログのエッセイで、Frank Auerbach、Leon Kossoff、フランシス・ベーコン、ルシアン・フロイド、Euan Uglow、Michael Andrews、Reginald Gray、Peter de Franciaと自分自身を記述するために「スクール・オブ・ロンドン」(「ロンドン派」とも)というフレーズを考案した。

### スタイルと影響
明るい色の領域、経済的な線の使用、コラージュに似せて重ね合わせた平面を特徴とするフィギュラティヴな絵画、それでいてほとんどの抽象やモダニズムを避ける彼のスタイルはイギリスのポップアートに大きな影響を与えた。政治史、美術、文学、ユダヤ人のアイデンティティへの暗示が作品中でしばしば繰り返され、1つのキャンバス上に混在してコラージュの効果を生み出す。また、印刷業者のChris Praterとともに多数のスクリーンプリントを制作した。Marlborough New London Galleryの支配人であったTony Reichardtに自分の将来の絵画のためのスケッチとしてスクリーンプリントを作ったと言っている。その後、Tony ReichardtはChris Praterにキャンバスで作った全てのプリントを3,4枚印刷するよう依頼した。作品は後に個人的になっていった。
キタイは世界有数の図案者の1人であり、ドガとほぼ同等であると認められた。実際に、オックスフォードでPercy Hortonに絵を教わった。彼はキタイによるとウォルター・シッカートの生徒であり、また、シッカートはドガの生徒であった。ドガの教師はアングルの下で学んだ。その間に美術史家のエドガー・ウィンド(Edgar Wind）は彼に'Warburgian artist'（「ウォーバーグ研究所」の所員芸術家）になるように奨めた。より複雑なコンポジションはモンタージュの実践を用いるラインワークを構築し、それを'agitational usage'と呼んだ。混乱させるような景色と不可能な3D構成を誇張されてしなやかな人間の形で描いていることが多い。支配的な歴史物語との争いの中で、孤立した部外者の視点を取っている。このことは哲学者ヴァルター・ベンヤミンが歴史的狂気の編曲家・犠牲者として描かれている彼の傑作"The Autumn of Central Paris" (1972年–73年)に最もよく描写されている。歴史的進歩の無用は解体するために発狂するばらばらの構造を作り出す。彼は1965年にロサンゼルス郡美術館で大規模な展覧会を開催し、1981年ワシントンD.C.のハーシュホーン博物館で回顧展を行った。1980年にロンドンのナショナルギャラリーで展覧会"The Artist's Eye"で絵画を選んだ。1981年、ナショナル・アカデミー・オブ・デザインに準会員として選出され、1984年に正会員になった。

### 晩年
晩年はホロコーストやカフカやウォルター・ベンヤミンなどのユダヤ人作家の影響を参考にして表現した自分のユダヤ人の遺産をより深く認識するようになり、自分自身を「さまよえるユダヤ人」と考えるようになった。1989年、"First Diasporist Manifesto"を出版した。この本で自身の疎外やそれが自身の芸術にどのように貢献したのかを分析した。次のような発言も含まれている。"The Diasporist lives and paints in two or more societies at once."。さらに彼は加える"You don't have to be a Jew to be a Diasporist."

## 関連書物
- Baskind, Samantha, Jewish Artists and the Bible in Twentieth-Century America,Philadelphia, PA, Penn State University Press, 2014, ISBN 978-0-271-05983-9978-0-271-05983-9
- Chaney, Edward,'Kitaj versus Creed', The London Magazine (April 2002), pp. 106–11.
- Chaney, Edward, "Warburgian Artist: R.B. Kitaj, Edgar Wind, Ernst Gombrich and the Warburg Institute". Obsessions: R.B. Kitaj 1932-2007. Jewish Museum Berlin. Kerber Art, 2012, pp. 97–103.
- Chaney, Edward, 'R.B. Kitaj (1932-2007): Warburgian Artist', "emaj" issue 7.1 November 2013
- Duncan, Robert. "A Paris Visit, with R.B. Kitaj". Conjunctions, no. 8, Fall 1985, pp. 8–17
- Kampf, Avraham. Chagall to Kitaj: Jewish Experience in Twentieth-Century Art. Exhibition catalogue. London: Lund Humphries and the Barbican Art Gallery, 1990.
- Kitaj R. B. First Diasporist Manifesto. London : Thames and Hudson, 1989.
- Kitaj R. B. The Second Diasporist Manifesto. New Haven, CT : Yale University Press, 2007.
- Kitaj R. B. / Irving Petlin. Rubbings...The Large Paintings and the Small Pastels. Exhibition catalogue. Purchase, New York, and Chicago: Neuberger Museum and Arts Club of Chicago, 1978.
- Lambirth, Andrew. Kitaj. London: Philip Wilson Publishers, 2004. ISBN 0-85667-571-70-85667-571-7
- Livingstone, Marco (1985). R. B. Kitaj. Phaidon. ISBN 0-7148-2204-3
- Palmer, Michael. "Four Kitaj Studies", from The Promises of Glass. New York: New Directions Publishing, 2000.
- Stępnik, Małgorzata. Błogosławione błądzenie. Na marginesie diasporycznego manifestu Ronalda B. Kitaja (The Blessed Wandering. Side Notes on Ronald B. Kitaj's Diasporic Manifesto) (in:) Sztuka i edukacja, (eds.) A. Boguszewska, B. Niścior, Maria Curie-Sklodowska University, Lublin 2015.
- Stępnik, Małgorzata. The Aesthetics of the School of London "Diasporic" Painting – on the Basis of Ronald B. Kitaj's Literary Manifestos (in:) Studies on Modern Art Vol. 5: Art of the United Kingdom of Great Britain and Northern Ireland & Republic of Ireland in 20th–21st Centuries and Polish – British & Irish Art Relation,                      (eds.) M. Geron, J. Malinowski, J. W. Sienkiewicz, Toruń: Nicolaus Copernicus University Press, 2015, pp. 109–116. ISBN 978-83-231-3438-1978-83-231-3438-1.